# Royal Variety Performance
Die Fernsehsendung Royal Variety Performance (deutsch wörtlich: „Königliche Varieté-Aufführung“) ist eine britische Unterhaltungsshow, bei der ausgewählte Künstler unterhalten, zum Beispiel durch Tanz, Musik, Magie oder Comedy. Dabei wird Geld für die Royal Variety Charity gesammelt, eine Organisation zur Unterstützung von Künstlern. Bei der Show sind meist Mitglieder der britischen Königsfamilie zugegen. Die Fernsehsendung beginnt mit der britischen Nationalhymne God Save the King. Von 1998 bis 2015 erreichte die Show eine durchschnittliche Einschaltquote von 9,07 Millionen Zuschauern.